# Ilderhede Sogn
Ilderhede Sogn er et sogn i Herning Søndre Provsti (Viborg Stift).
Ilderhede Kirke blev indviet i 1907, og Ilderhede blev et kirkedistrikt i Sønder Felding Sogn, der hørte til Hammerum Herred i Ringkøbing Amt. Distriktet omfattede også mindre dele af Hoven Sogn i Nørre Horne Herred (Ringkøbing Amt) og Sønder Omme Sogn i Nørvang Herred (Vejle Amt). Sønder Felding sognekommune inkl. kirkedistriktet blev ved kommunalreformen i 1970 indlemmet i Aaskov Kommune, der ved strukturreformen i 2007 indgik i Herning Kommune.
Ilderhede Kirkedistrikt blev i 1980 udskilt som det selvstændige Ilderhede Sogn.
I sognet findes følgende autoriserede stednavne:
- Felding Mose (areal)
- Ilderhede (bebyggelse)
- Ilderhøj (areal)
- Kølholt (bebyggelse)
- Lyng (bebyggelse)
- Sandet (bebyggelse)
- Stakroge (bebyggelse, ejerlav)